# Rupià
Rupià és un municipi de la comarca del Baix Empordà.

## Geografia
- Llista de topònims de Rupià (Orografia: muntanyes, serres, collades, indrets..; hidrografia: rius, fonts...; edificis: cases, masies, esglésies, etc).

| Entitat de població | Habitants (2024) |
| Rupià               | 250              |
| Sobrevila           | 42               |
| la Talaia           | 37               |
| Font: Idescat       |                  |

## Història
En el terme de Rupià, al puig Montori, s'han localitzat materials d'un poblat indígena, freqüentat fins al segle i. En el paratge de Brancós, al voltant del Mas Llorà, que conserva elements anteriors del segle xvi, s'han trobat abundants restes d'època romana.
En documents de l'any 1128 ja s'hi anomena a en Guerau de Rupià, del llinatge que posseí el domini feudal del lloc. L'església parroquial de Sant Vicenç és d'estil gòtic i renaixentista, encara que ja és esmentada el 1139. Aleshores encara es coneixia amb el nom de Rupinianum o Rupiano (de fet, unes formes llatinitzades de Rupià).
Durant molts segles Rupià va ser un dels llocs de domini del bisbe de Girona. Està documentat que el 5 de desembre de 1268 Guillema de Rupià ven al bisbe Pere de Castellnou, parent seu, els castells de Rupià i Fonolleres pel preu de 34.000 sous barcelonesos.
La presència del bisbe ha deixat la seva empremta al castell, d'estil gòtic civil, de planta rectangular i construït amb carreuada. També en el nom d'alguns dels carrers i places de la població, i a la casa palau gòtica, restaurada i modificada modernament, que estatja la casa del comú.
El 1314 li fou agregat el terme de Parlavà i el 1316 el d'Ultramort, passant a ser al segle xvii el cap d'una batllia del bisbat.
Actualment encara són visibles les restes de les muralles construïdes a la fi del segle xv que encerclaven el nucli del municipi. El portal d'Amunt i el portal d'Avall, les dues úniques vies d'accés al nucli antic, encara testimonien el sistema de defenses que protegia la vila.

## Llocs d'interès
- Castell de Rupià

## Demografia
| 1497 | 1515 | 1553 | 1787 | 1887 | 1900 | 1920 | 1950 | 1970 | 2010 | 2024 |
| 56   | 58   | 50   | 415  | 473  | 425  | 418  | 445  | 289  | 243  | 330  |